# Sharia Jamaat
La Sharia Jamaat est une organisation islamiste et séparatiste armée, implantée au sein de la république du Daghestan et responsable de nombreuses attaques contre les forces fédérales de sécurité russes au Caucase du Nord. Depuis la fondation de l'émirat du Caucase par l'ex-président de la République non reconnue d'Itchkérie, Dokou Oumarov, le 30 septembre 2007, la Sharia Jamaat représente l'une des branches du Front Caucasien au Daghestan. 

## Histoire
La Sharia Jamaat est fondée en 2002 par Rassoul Makacharipov pour succéder au groupe Djennet, décimé par les autorités fédérales. La majorité de ses membres sont des locaux ayant fait leurs armes lors de la Seconde guerre de Tchétchénie (1999-2000). Ses militants attaquent les intérêts russes implantés dans la région pour fonder un État indépendant régi par la Charia. Ses principales cibles sont les hommes politiques et les forces de sécurité pro-russes.  
Entre 2001 et 2004, plus de dix-huit attaques dont plusieurs attentats à la bombe sont recensées, ayant entraîné la mort de quatre officiels, dont le ministre des affaires ethniques, de l'information et des relations extérieures, Magomedsalikh Goussaïev, en août 2003.
En 2005, la Sharia Jamaat devient une branche du Front Caucasien, créé par le président de la république d'Itchkérie, Abdoul-Khalim Saïdoullaïev. Le 20 mai, Zagir Aroukhov, nouveau ministre des affaires ethniques est assassiné. Le 28 juin, l'un des journalistes locaux les plus importants, Magomed-Zagid Varisov, est abattu. Le 6 juillet, Rassoul Makacharipov, chef du mouvement, est tué au cours d'une violente altercation avec la police à Makhachkala, capitale de la république du Daguestan. Il est remplacé par Gadji Melikov, tué en juillet 2006.
En septembre 2006, Rappani Khalilov succède à Melikov. Khalilov est suspecté d'être le cerveau d'une attaque à la bombe perpétrée au cours d'une parade militaire à Kaspiisk, le 9 mai 2002. L'attentat a causé la mort de plus de quarante personnes et fait cent trente blessés.  Sous sa direction, les attaques et les meurtres se poursuivent, avec notamment l'assassinat du chef de la police du Daguestan, Akhberdilav Akilov. Le 17 septembre 2007, Rappani Khalilov est abattu au cours d'une opération commando menée par le FSB dans la localité de Novy Soulak. Son bras-droit, Nabi Nabiyev, un Azerbaïdjanais, est également tué pendant l'assaut.
En octobre 2007, après l'abolition de la république d'Itchkérie et la proclamation de l'émirat du Caucase, les membres de la Sharia Jamaat prêtent allégeance à Dokou Oumarov, émir du nouvel État non reconnu internationalement. 
À cause des disparitions des successeurs de Khalilov, Abdul Madjid (mort en 2008) (IIgar Malachiev) et Amir Muaz (Omar Sheikhulaev), le groupe se radicalise davantage sous la direction d'Oumalat Magomedov, puis de Magomedali Vagabov. Ce dernier est soupçonné d'être le coordinateur des attentats du 29 mars 2010 à Moscou. Son successeur, Israpil Velijanov, était soupçonné d'être impliqué dans l'attentat du 24 janvier 2011 à l'aéroport Domodiedovo, à la suite de menaces proférées contre le Kremlin à l'automne 2010. 
Après son décès en avril 2011, Ibragim-Khalil Daudov, ancien combattant de la guerre d'Afghanistan, prend la tête de la Sharia Jamaat. Daoudov est le cerveau présumé d'un attentat-suicide manqué à Moscou le 31 décembre 2010, au cours des festivités du Nouvel an. L'attaque devait être perpétrée au centre de la capitale par deux femmes kamikazes dont l'une, Zavjat Daoudova, était l'épouse de Daoudov. Cette dernière est morte dans l'explosion prématurée de sa ceinture d'explosifs, tandis que la deuxième, Zeïnab Souyounova, est interpellée deux jours plus tard (d'autres sources affirment qu'elle se serait rendue d'elle-même aux autorités)10. Les services de renseignements du FSB ont indiqué qu'Ibragim-Khalil Daoudov et son fils, Magomedkhabib, étaient les principaux suspects dans l'affaire, sans que des preuves de leur implication n'aient été fournies pour confirmer ces soupçons. 
Le 5 juin 2009, Adilguereï Magomedtaguirov, ministre de l'Intérieur, est assassiné dans la capitale alors qu'il assistait à un mariage. la Sharia Jamaat revendique la responsabilité de l'attentat lors de la visite du président russe Medvedev à Makhatchkala le 10 juin 2009.
Par ailleurs, plusieurs dignitaires religieux musulmans soufistes ont été blessés ou assassinés dans des attaques imputées à des militants présumément liés à la branche daguestanaise de l'émirat du Caucase. Le 27 octobre 2011, le recteur et fondateur d'un centre islamique à Derbent, l'imam Siradjouddine Khouriksky, réputé pour avoir fondé plusieurs médersas au sud du Daguestan, est assassiné dans le village de Khourik. Le 19 juillet 2012, le moufti Ildous Faïzov est blessé dans l'explosion de sa voiture. Le 19 août 2012, l'imam soufiste Saïd Afandi Atsaïev, opposé à la montée en puissance de l'islam radical, est assassiné avec cinq fidèles dans le village de Chirkeï. Le 30 octobre 2012, l'imam salafiste Karimulla Ibragimov est abattu avec deux fidèles à Derbent.